# 송유진 (조선)
송유진(宋儒眞, ? ~ 1594년)은 조선 중기의 민란지도자이다. 본관은 홍산(鴻山, 지금의 충청남도 부여군 홍산면), 한성 출신이다.
임진왜란 중의 혼란과 1593년(선조 26)의 대기근으로 굶주리는 백성 및 병졸을 모아 천안·직산 등지를 근거지로 하여 지리산·계룡산 일대에까지 세력을 폈으며 무리는 2,000여명에 달하였다.
당시 서울의 수비가 허술함을 보고 이를 습격할 계획을 세우고 스스로 의병대장이라 칭하며, 오원종(吳元宗)·홍근(洪瑾) 등과 함께 아산·평택의 병기를 약탈하여 1594년 정월보름날 한성에 진군할 것을 약속하였으나, 이 해 정월 직산에서 충청병사 변양준(邊良俊)에 의하여 체포되어 왕의 친국(親鞫)을 받고 사형당하였다.